# Alcedo atthis
Il martin pescatore comune o martin pescatore europeo (Alcedo atthis Linnaeus, 1758) è un piccolo uccello coraciforme della famiglia degli Alcedinidi. È detto anche alcione ed è la specie più comune della famiglia, nonché l'unica presente in Europa.
Questo uccello dalle dimensioni di un passero ha il tipico profilo del martin pescatore dalla coda corta e dalla testa grossa; ha le parti superiori blu, quelle inferiori arancioni e il becco lungo. Si nutre principalmente di pesci, che cattura immergendosi. Le uova, di colore bianco lucido, vengono deposte in un nido all'estremità di una tana sulla riva del fiume.

## Tassonomia
La specie è stata descritta scientificamente per la prima volta da Linneo nel suo Systema Naturae del 1758, col nome scientifico di Gracula atthis, sottintendendone un'affinità con gli uccelli comunemente noti come "merli parlanti". Tale affinità, basata unicamente su similitudini esteriori, si è rivelata infondata, e pertanto questo uccello è stato successivamente riclassificato nel genere Alcedo.

Il nome scientifico del genere deriva dal latino alcedo, termine utilizzato dagli antichi per descrivere questo animale e derivante a sua volta dal greco ἀλκυών (alcyon), in riferimento al mito di Alcione, che venne trasformata dagli dèi in uno di questi uccelli assieme al marito Ceice: il nome della specie deriva anch'esso dal latino Atthis, col significato di Attide, intesa come la bellissima favorita della poetessa Saffo: è tuttavia da notare che Marziale chiama con questo nome Procne e Filomela dopo la loro trasformazione in uccelli (rispettivamente una rondine e usignolo).
Nell'ambito del proprio genere di appartenenza, il martin pescatore comune è affine geneticamente al molto simile martin pescatore dalle orecchie bianche (Alcedo meninting), oltre che al martin pescatore blu (Alcedo semitorquata) e al martin pescatore di Blyth (Alcedo hercules).

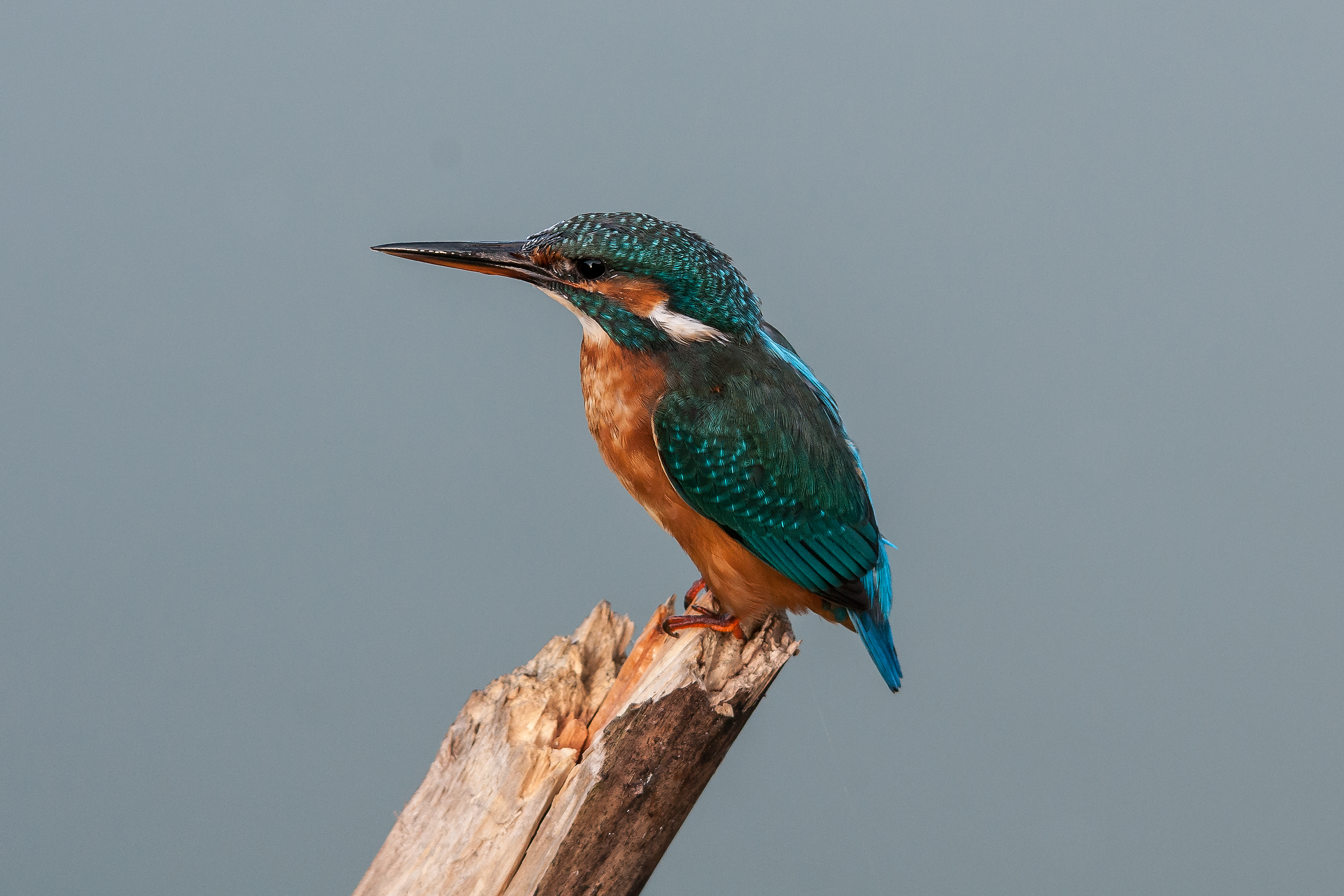
Un martin pescatore a Bentivoglio

Occupando un areale così ampio e un gran numero di habitat differenti, non stupisce che il martin pescatore presenti una variabilità locale assai marcata, che ha portato gli studiosi a identificarne almeno 7 sottospecie, distinguibili fra loro principalmente in base alla tonalità di colore dell'azzurro del dorso e dell'arancio sul ventre, ma anche per altri parametri come le dimensioni e le proporzioni del becco rispetto alla testa e al corpo;
- Alcedo atthis atthis: la sottospecie nominale, nidificante dall'Italia meridionale e al Nordafrica fino al Kashmir e alla Siberia, mentre sverna in Nubia, penisola arabica e Pakistan.
- Alcedo atthis bengalensis: diffusa dalla Mongolia e al Giappone a sud fino all'India orientale, al Sud-est asiatico e alle Filippine, dove sverna. Più piccola e dalla colorazione più vivida rispetto alla sottospecie nominale.
- Alcedo atthis floresiana: diffusa nelle isole dell'arcipelago indonesiano fra Bali e Timor, di colore blu intenso con disegno rossiccio con presenza di blu sulle guance.
- Alcedo atthis hispidoides: diffusa fra Sulawesi e la Nuova Guinea, oltre che in numerose isole della Melanesia e della Micronesia. Il colore blu è ancora più scuro che nella sottospecie floresiana e anche il disegno guanciale è bluastro: sono inoltre presenti riflessi purpurei su nuca e coda.
- Alcedo atthis ispida: nidifica in gran parte dell'Europa, dalla porzione meridionale della penisola scandinava alle Isole britanniche a est fino agli Urali, mentre sverna nella porzione meridionale della penisola iberica e in Medio Oriente: rispetto alla sottospecie nominale presenta dimensioni leggermente maggiori e piumaggio più chiaro con presenza diffusa di bianco su gola e nuca.
- Alcedo atthis solomonensis: endemica della porzione delle Isole Salomone a ovest dell'isola di Makira, rappresenta la sottospecie asiatica di maggiori dimensioni e si presenta simile ad Alcedo atthis hispioides, rispetto al quale presenta sfumature purpuree ancora più evidenti e col quale condivide l'areale e si incrocia senza problemi,.
- Alcedo atthis taprobana: sottospecie diffusa in India meridionale e Sri Lanka, di taglia simile alla sottospecie bengalensis, rispetto alla quale presenta becco più corto e tozzo e iridescenza della parte dorsale del corpo tendente all'azzurro piuttosto che al verde.

In generale, le dimensioni delle sottospecie tendono a diminuire con un gradiente che va in direttrice nord-ovest/sud-est (con la notabile eccezione della sottospecie solomonensis), gradiente secondo il quale si osserva anche il cambiamento del colore della macchia guanciale da arancio a blu e dei riflessi della parte dorsale del corpo da verdi ad azzurri e (a sud della linea Wallace) la comparsa di riflessi color porpora sul dorso.

## Distribuzione e habitat

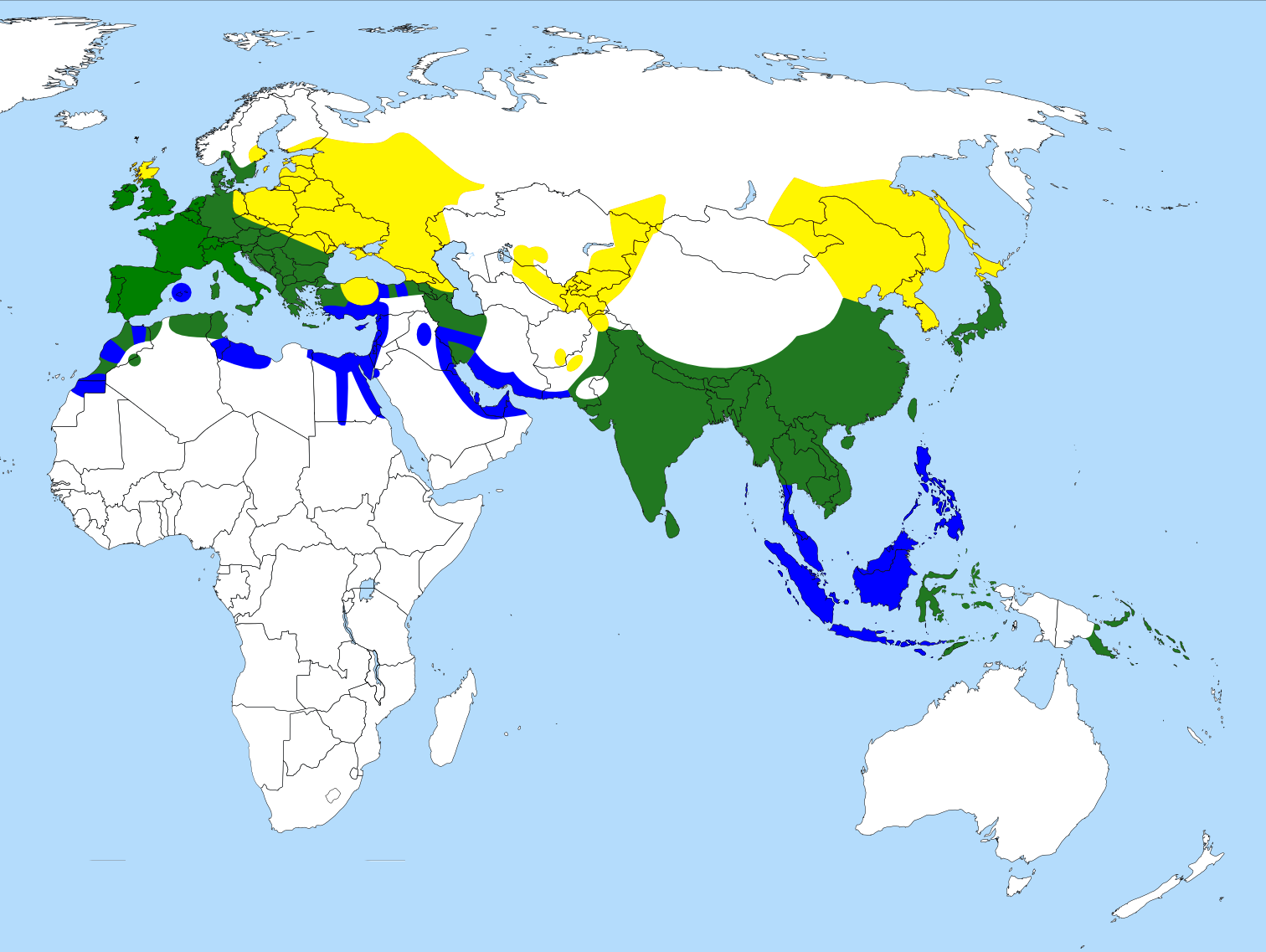
Areale del martin pescatore: in verde le zone dove la specie è stanziale, in giallo le zone di nidificazione, in blu le zone di svernamento

Il martin pescatore occupa un areale molto vasto che comprende gran parte dell'Eurasia, il Nordafrica e la porzione occidentale dell'Oceania. Tuttavia, la specie è stanziale soltanto nella stragrande maggioranza del suo areale europeo, nel subcontinente indiano, in Giappone, Indocina e Melanesia. In altre aree, poste prevalentemente nella porzione settentrionale dell'areale (Scozia, penisola scandinava, Russia, Asia Centrale, Manciuria, Corea, Hokkaidō) la specie è presente solo d'estate per la nidificazione, mentre con l'arrivo del freddo tende a migrare a sud. Infine, vi sono delle aree (Sud-est asiatico, Indonesia, Filippine, Medio Oriente, e gran parte del Nordafrica, sebbene vi siano popolazioni residenti in Marocco e sui Monti dell'Atlante) in cui questi uccelli svernano per poi ripartire verso nord in primavera.

In generale, questo uccello è residente nelle aree in cui il clima è mite durante la stagione fredda, mentre migra verso le aree costiere oppure verso sud nelle aree in cui durante l'inverno la superficie dell'acqua rimane ghiacciata per lunghi periodi. Le migrazioni hanno solitamente modesta entità, sebbene i martin pescatore siberiani percorrano oltre 3000 km per raggiungere i siti dove svernare: alcuni esemplari europei possono inoltre attraversare il Mediterraneo e svernare in Nordafrica o Medio Oriente, così come piccole popolazioni di martin pescatore bengalesi e indocinesi di questi uccelli possono raggiungere l'Indonesia. La migrazione avviene principalmente durante la notte, mentre durante il giorno questi animali si rifocillano e si riposano nascosti fra la vegetazione.

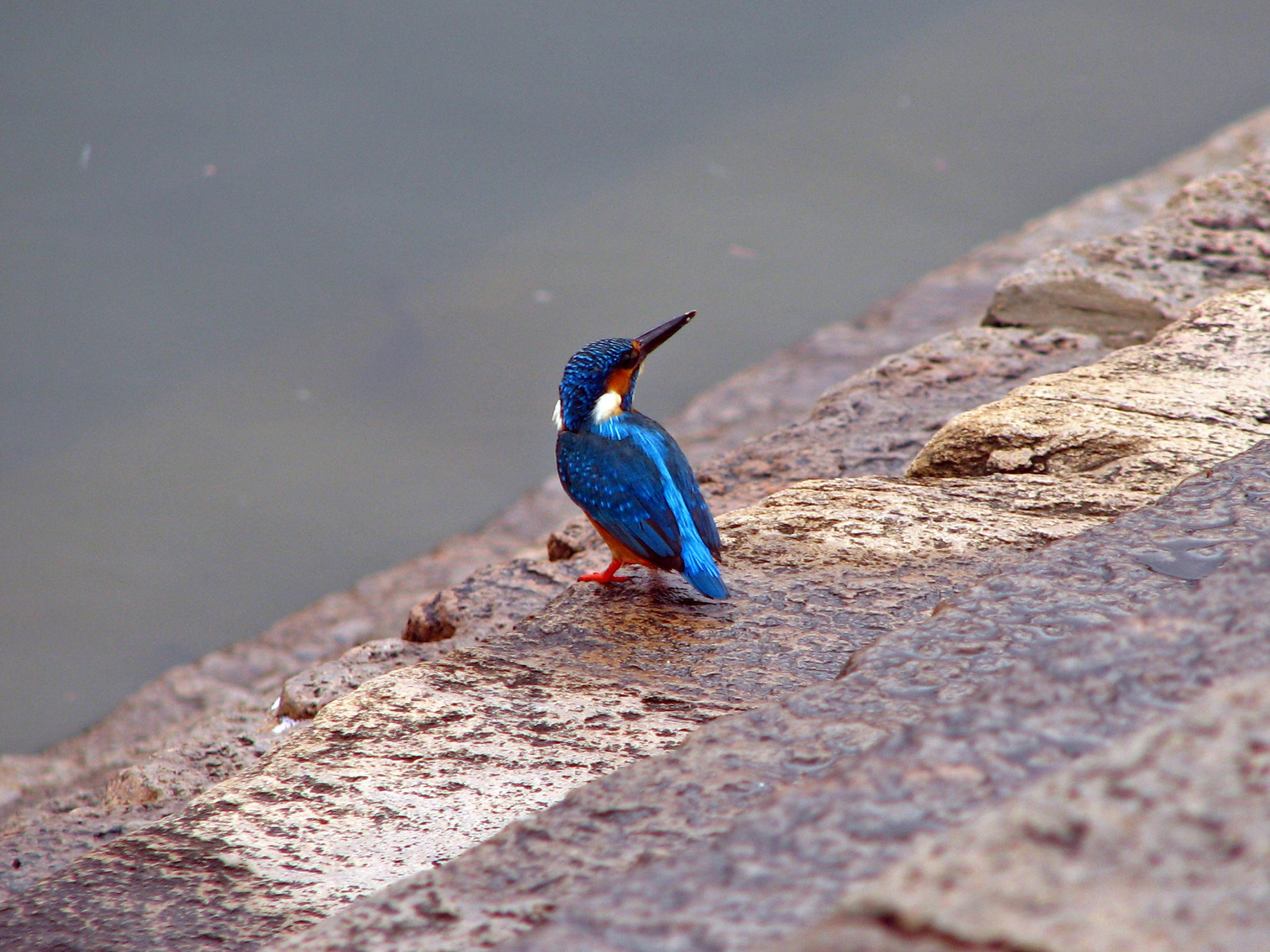
Un martin pescatore sul bordo di una cisterna nel Tamil Nadu: questi uccelli si adattano bene alla presenza dell'uomo, purché venga loro garantita la presenza di acqua limpida dove cacciare

Il martin pescatore predilige eleggere a propria dimora fiumi e ruscelli a corso lento, ma si adatta molto bene anche a vivere sulle rive di laghi, mangrovieti, canneti, estuari, insenature e perfino porticcioli(frequentati soprattutto d'inverno, quando i corsi d'acqua dove questo animale vive abitualmente possono spopolarsi o addirittura ghiacciare), paludi e bacini artificiali.
Le condizioni essenziali dei corpi d'acqua abitati da questi uccelli sono la presenza di acque limpide (fondamentali per individuare le prede, dato che il martin pescatore si nutre di animali acquatici che caccia utilizzando principalmente la vista) e di abbondante vegetazione costiera, possibilmente con rami sporgenti sulla superficie dell'acqua da eleggere a punti d'osservazione: queste esigenze rendono il martin pescatore un ottimo indicatore di qualità dell'habitat. Questo uccello tollera l'urbanizzazione, purché essa non vada a intaccare la limpidezza delle acque: la costruzione di argini artificiali in cemento ha tuttavia un effetto negativo sulla presenza di questi animali, che necessitano di argini terrosi per scavare il proprio nido e sono perciò costretti a migrare durante il periodo riproduttivo in zone dove essi non sono presenti.

## Descrizione

### Dimensioni
Il martin pescatore è un uccello di piccole dimensioni, lungo fra i 17 e i 25 cm, con un'apertura alare che raggiunge i 26 cm e un peso che va dai 26 ai 46 g.

### Aspetto

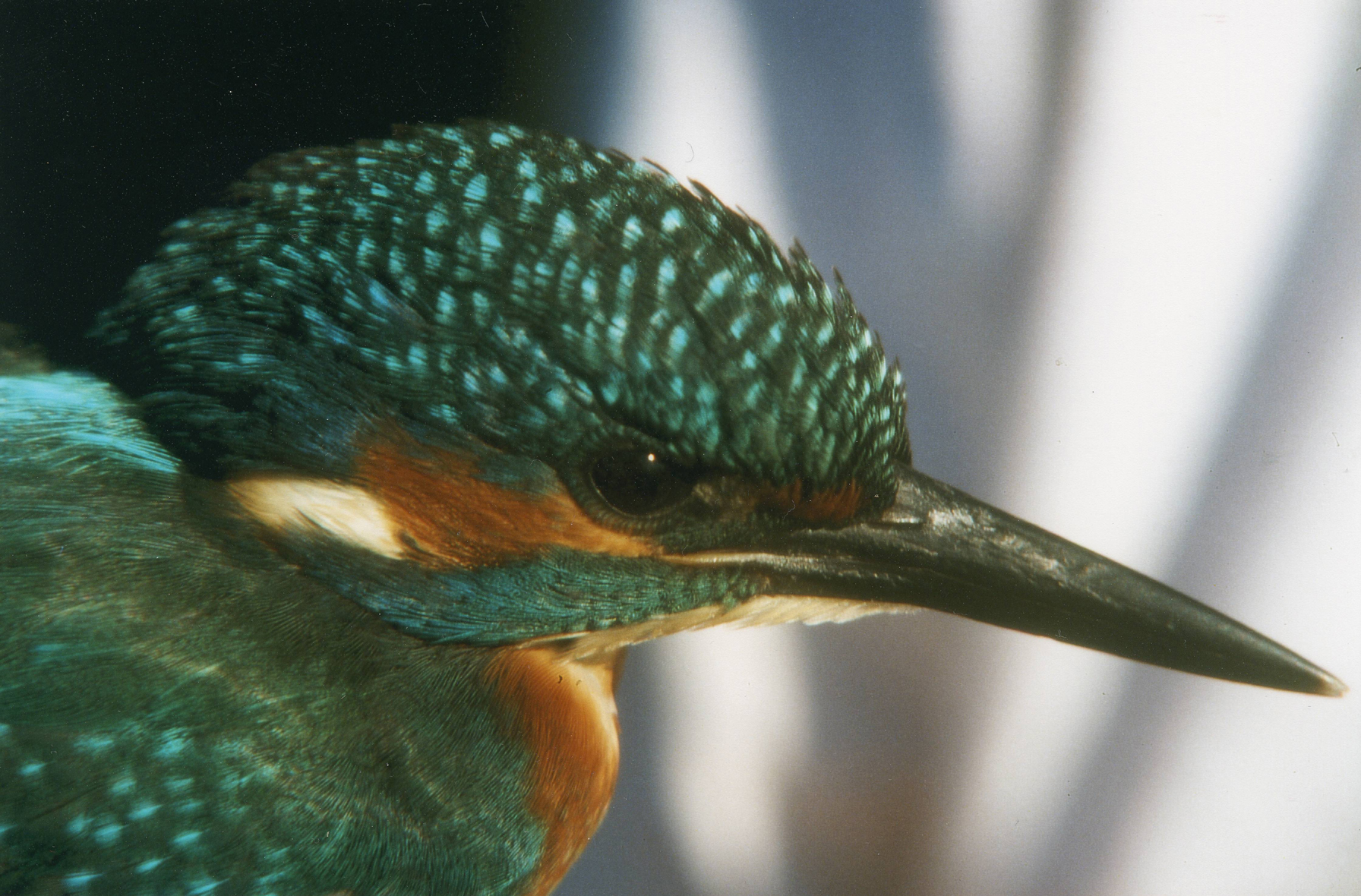
Profilo della testa di un martin pescatore che lascia ben notare il grosso becco e la disposizione dei pattern facciali bianchi e rossicci

Il martin pescatore ha un aspetto molto tipico, caratterizzato da corpo tozzo e arrotondato, con corta coda e grossa testa con becco lungo e conico.

La colorazione di questo uccello è anch'essa molto caratteristica, con le parti dorsali di un bel colore azzurro con iridescenze verdi o azzurre su testa, ali e coda (dove le penne sono bordate di blu scuro, dando un aspetto a mosaico al piumaggio), mentre il petto e il ventre sono di color bruno-arancio o ruggine: dello stesso colore sono anche una striscia di penne fra la base del becco e gli occhi e la macchia guanciale, mentre la gola e una mezzaluna di penne sulla nuca sono bianche. Le zampe, piuttosto piccole, sono di un rosso intenso con unghie ricurve e nere: le dita sono quattro, tre rivolte in avanti e uno all'indietro.

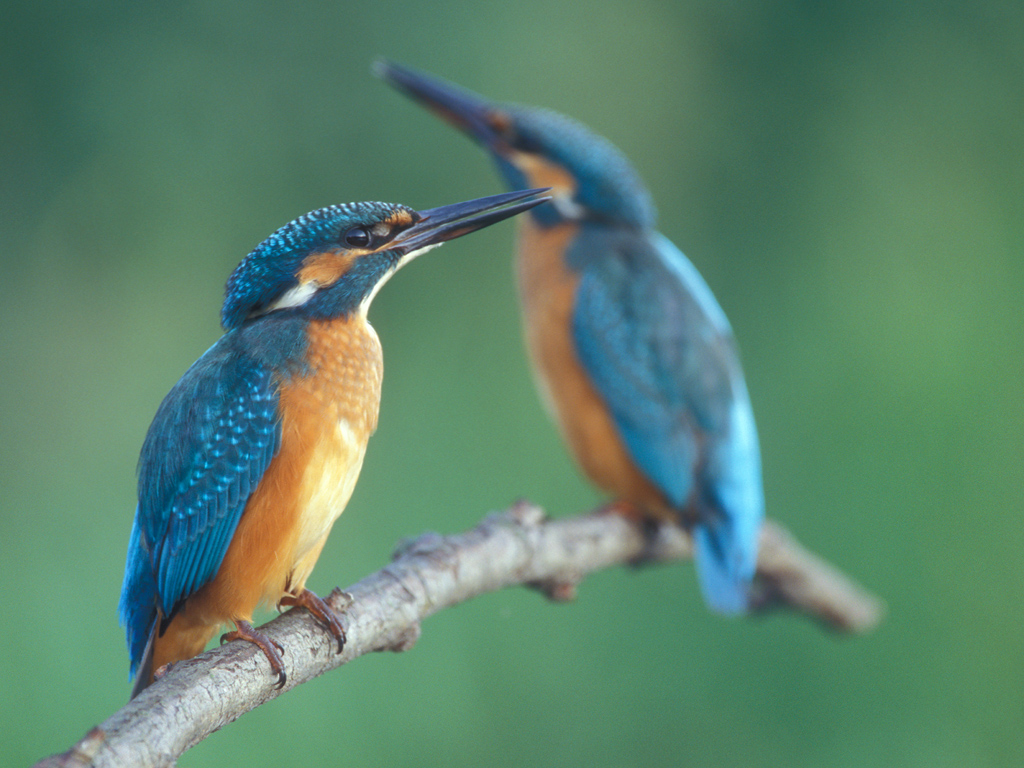
Coppia di martin pescatore che lascia osservare la brillante colorazione dorsale e ventrale

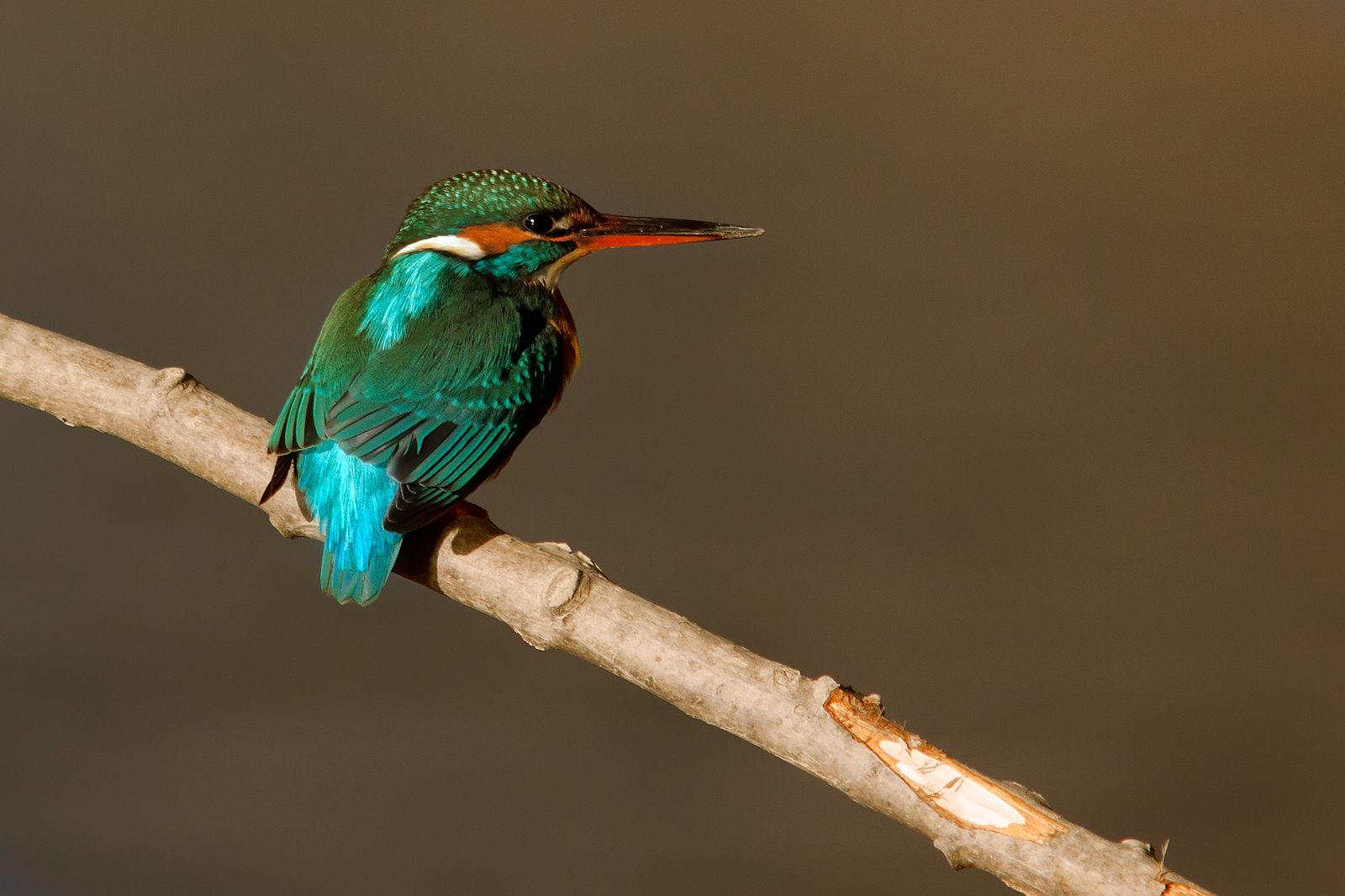
Una femmina di martin pescatore nell'Oasi di Torrile

La colorazione del piumaggio è simile nei due sessi, col maschio che può presentare colore del ventre più carico; nel maschio, inoltre, il becco è completamente nero, mentre nella femmina la mandibola è di colore bruno, eccezion fatta per la punta che è nera.

Nei giovani, il piumaggio è più tendente al verdastro e sia la parte dorsale sia quella ventrale hanno colorazione meno brillante rispetto agli adulti: il becco è nero in ambedue i sessi, e anche le zampe sono nere fino alla maturità sessuale.
Nelle varie sottospecie sono presenti piccole differenze nella lunghezza del becco e nella presenza ed estensione del bianco e del rosso sulla testa, così come possono essere presenti riflessi purpurei sul corpo.

## Biologia

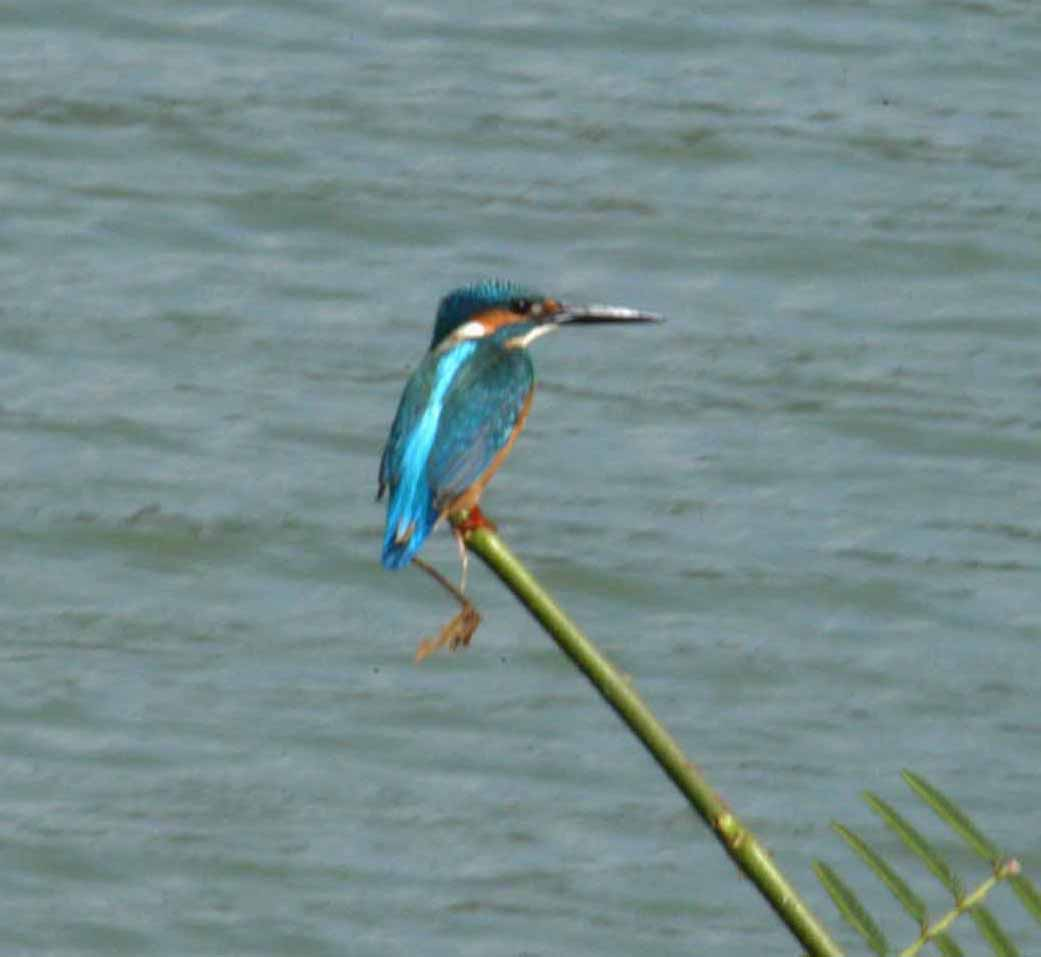
Un martin pescatore nella sua caratteristica posa nel parco nazionale di Khao Yai, in Thailandia

Il martin pescatore è un uccello diurno e solitario, che passa la maggior parte del proprio tempo alla ricerca di cibo: esso necessita infatti quotidianamente di una quantità di nutrimento pari al 60% circa del proprio peso corporeo. Per procurarsi il cibo si posiziona su rami o canne sporgenti sui corsi d'acqua dove vive, che elegge a punti d'osservazione e dai quali si tuffa per catturare le sue prede. L'animale durante la notte si rifugia nella fitta vegetazione nei pressi di uno dei punti d'osservazione preferiti.

Il volo è in genere basso, rasente l'acqua, molto veloce e breve: specialmente quando il cibo scarseggia, esso può essere osservato fare lo spirito santo sugli specchi d'acqua, al fine di osservare e valutare la presenza di eventuali prede sul fondo.
In virtù delle alte esigenze nutritive, i martin pescatore sono uccelli solitari ed estremamente territoriali, che occupano aree la cui estensione varia a seconda della disponibilità di cibo, ma che generalmente è compresa fra 1 e 3,5 chilometri quadrati: il proprietario difende strenuamente il proprio territorio da qualunque intruso, conspecifico o anche di specie affini, sia esso anche il proprio partner (all'infuori del periodo riproduttivo) o la propria progenie. Generalmente, per scacciare gli intrusi è sufficiente che il legittimo occupante del territorio si mostri oppure spicchi un breve volo posizionandosi a fianco a esso ed esibendo un atteggiamento territoriale (che consiste generalmente nel mostrarsi di profilo per evidenziare il forte becco e nell'arruffare le piume del capo), tuttavia se ciò non bastasse i martin pescatore non esitano a ingaggiare furiosi combattimenti aerei, nei quali ciascun contendente cerca di spingere l'avversario sott'acqua chiudendogli il becco col proprio.
Si tratta di un uccello molto silenzioso, ma non muto: il martin pescatore può emettere in volo un fischio corto e acuto (spesso ripetuto due o tre volte), così come esemplari eccitati o nervosi possono emettere suoni gracchianti.

### Alimentazione

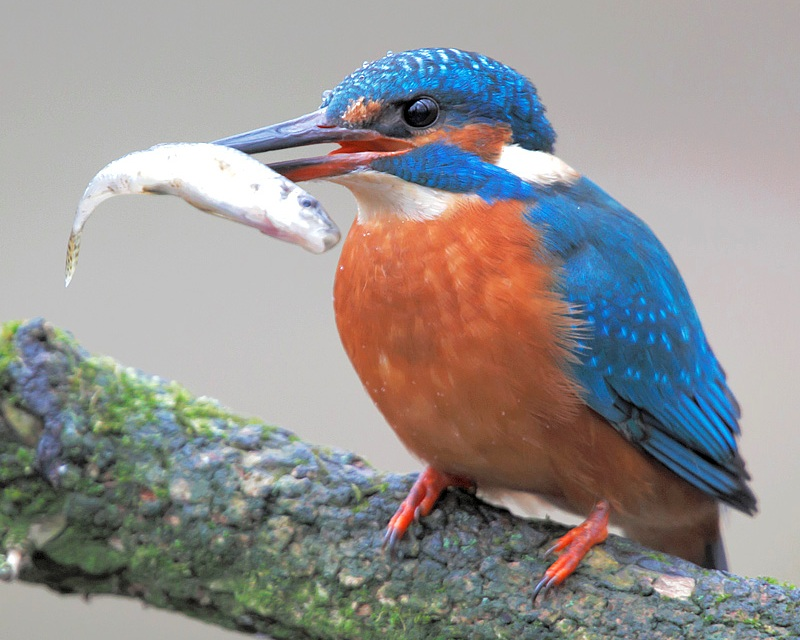
Un martin pescatore con una preda

Il martin pescatore si nutre principalmente di piccoli pesci, sia adulti sia avannotti, che costituiscono fra il 60% e il 67% della dieta di questo uccello: anche i crostacei (principalmente piccoli granchi e gamberi) sono ben accetti, andando a costituire a seconda dell'area di diffusione presa in considerazione fra il 5 e il 33% del totale del cibo ingerito. In mancanza d'altro, i martin pescatore non esitano a catturare anche piccoli animali acquatici come girini, insetti acquatici come le libellule e le loro larve, e a volte anche molluschi.
È stato svolto uno studio con lo scopo di verificare la composizione del regime alimentare durante la stagione riproduttiva del Martin pescatore; le aree coinvolte sono tre: la Riserva Naturale di Nazzano, Tevere-Farfa (Roma) e l’oasi W.W.F. di Alviano (Terni); per ogni area vi sono due siti riproduttivi.
Lo studio si basa sull’analisi delle borre, ossia le porzioni non digerite che contengono i resti ossei delle prede; per ridurre il disturbo nella stagione riproduttiva esse sono state raccolte alla fine della stessa. I risultati hanno portato alla luce che: 1) vi è diversità del regime alimentare tra Martin pescatori di zone differenti; 2) le percentuali di insetti e anfibi che si trovano nelle borre sono abbondanti e non trascurabili; 3) l’abbondanza di una determinata categoria alimentare non dipende dalla mancanza o dalla limitatezza delle altre; 4) tra le prede del Martin pescatore vi è un numero non indifferente di insetti terrestri.
Questi elementi della ricerca portano alla conclusione che il Martin pescatore ha un’alta adattabilità nella scelta della sua dieta e che, talvolta, cacci anche alcune specie terrestri di insetti. Si ipotizza, inoltre, che la dieta del Martin pescatore può venir influenzata da fattori esterni quali le condizioni dell’ambiente circostante, le condizioni climatiche e/o meteorologiche, la quantità numerica della specie predata e la selezione individuale che compie ogni singolo individuo.

Nonostante la modesta grandezza, il martin pescatore è in grado di catturare e sopraffare prede grandi anche la metà del suo corpo (fino a 12,5 cm di lunghezza), anche se solitamente la lunghezza media delle prede di questo uccello è di 2-3 centimetri.

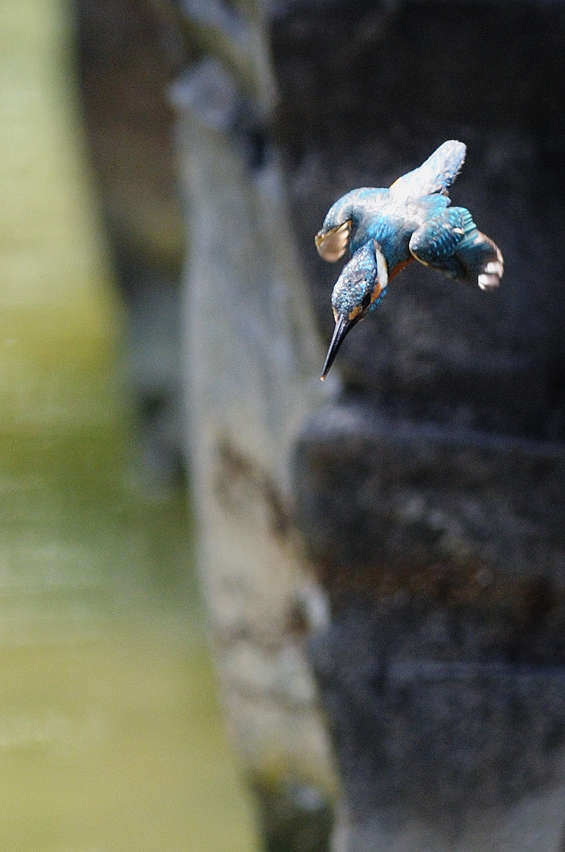
Un martin pescatore in procinto di tuffarsi per catturare la propria preda

Per individuare le proprie prede, questi uccelli utilizzano principalmente la vista: dal proprio punto d'osservazione (che può essere a pochi centimetri dal pelo dall'acqua, così come a qualche metro d'altezza) essi osservano l'acqua, pronti a cogliere un movimento di una potenziale preda sotto la superficie. A questo scopo, la vista del martin pescatore è estremamente sviluppata: gli occhi possiedono due fovee connesse fra loro da una fitta rete neuronale e sono in grado di polarizzare la luce grazie alla presenza di vacuoli ricchi di carotenoidi nei coni, riducendo così gli effetti della riflessione. I martin pescatore, inoltre, imparano con l'esperienza a compensare il fenomeno della rifrazione, rendendo così la pesca più efficiente.
Una volta individuata la preda, l'animale comincia a muovere la testa avanti e indietro, "annuendo" curiosamente allo scopo di valutare al meglio le distanze che da essa lo separano: a questo punto, esso spicca il volo, e si tuffa per catturarla. Quando l'animale si immerge, gli occhi sono chiusi da una membrana nittitante, che consente all'animale di vedere anche in immersione: in questa occasione, infatti, il cristallino dell'animale punta verso la fovea ausiliaria, grazie alla posizione delle quali in ambiente subacqueo il martin pescatore presenta visione binoculare, che sebbene meno acuta rispetto alla visione monoculare che questo animale presenta fuori dall'acqua è molto più importante in questo frangente per valutare le distanze.

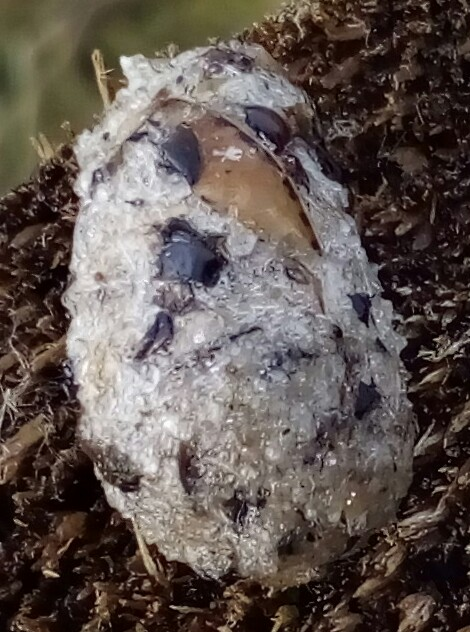

Dopo aver catturato la preda, il martin pescatore fa ritorno al proprio punto d'osservazione per poterla consumare con calma. Se si tratta di un grosso animale (come un girino, un gambero o un pesce), esso procede a sbatterlo ripetutamente contro il ramo tenendolo per la coda, in modo tale da stordirlo o ucciderlo: questo è particolarmente importante quando la preda presenta chele, spine o raggi delle pinne appuntiti, che potrebbero ferire il martin pescatore. Lische, esoscheletri e scaglie vengono rigurgitati in boli.

### Riproduzione

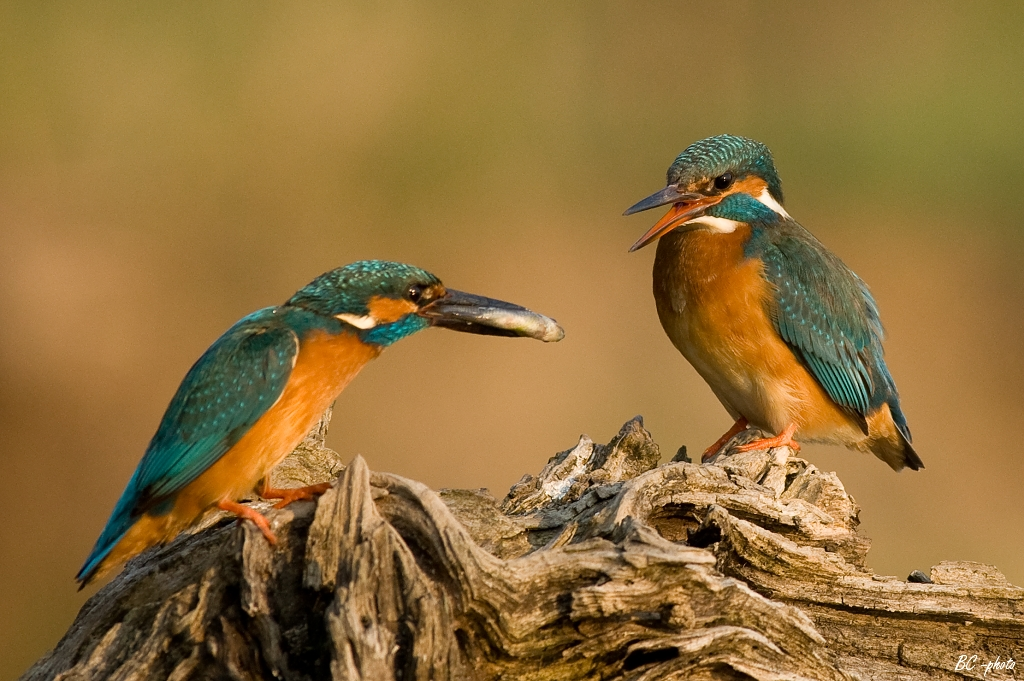
Un maschio corteggia la femmina con l'offerta di un pesce

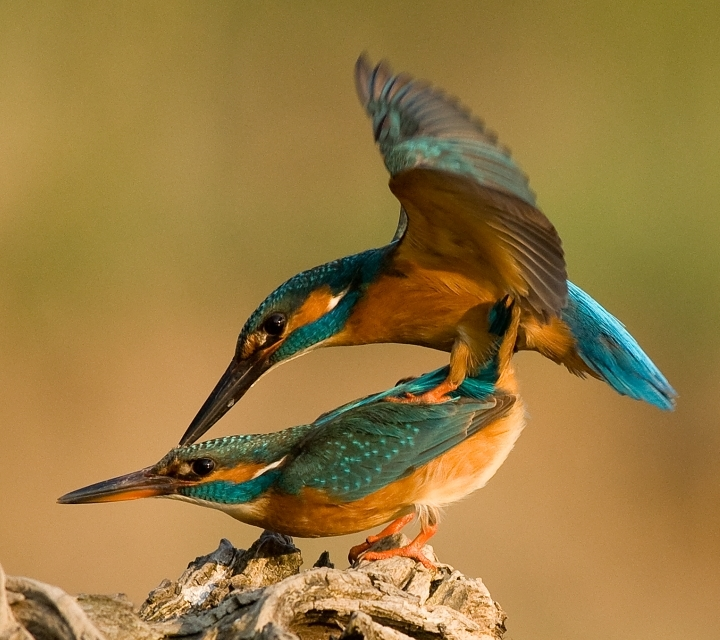
L'accoppiamento

Il periodo riproduttivo è l'unico durante il quale il martin pescatore abbandona almeno temporaneamente i suoi costumi territoriali e solitari. Le coppie si formano già in autunno, ma i due partner mantengono i propri territori rigidamente separati fino alla primavera: nella prima fase del corteggiamento, il maschio insegue la femmina emettendo continuamente dei brevi trilli. Il corteggiamento prosegue con offerte di cibo da parte del maschio e culmina eventualmente nella copula vera e propria, prima della quale maschio e femmina si picchiettano leggermente il becco. Le coppie sono rigorosamente monogame per la durata del periodo riproduttivo: tuttavia, esse non sono stabili e ciascun esemplare si cerca un nuovo compagno ogni anno.

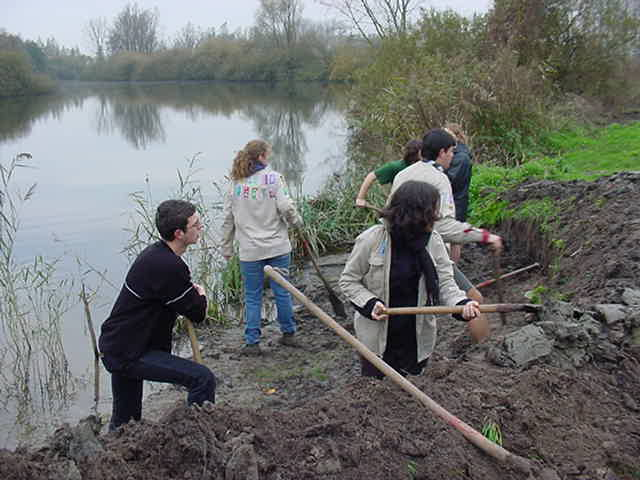
Un gruppo di volontari scava un argine artificiale nel terreno per permettere la nidificazione dei martin pescatori nei Paesi Bassi

Il nido è costituito da un tunnel dritto e leggermente declinante scavato da entrambi i partner nel terreno scosceso degli argini: esso misura generalmente fra i 45 e i 130 cm di lunghezza per 15–17 cm di diametro, e si allarga a formare una camera ovale nella sua parte terminale, nella quale ben presto si forma uno strato di bolo alimentare. Il nido può essere scavato in vari tipi di suolo (sabbioso, ciottoloso, terroso, addirittura nelle spaccature o fra i blocchi in cemento degli argini artificiali) e può essere posto a un'altezza dall'acqua che va dal mezzo metro ai 37 metri.

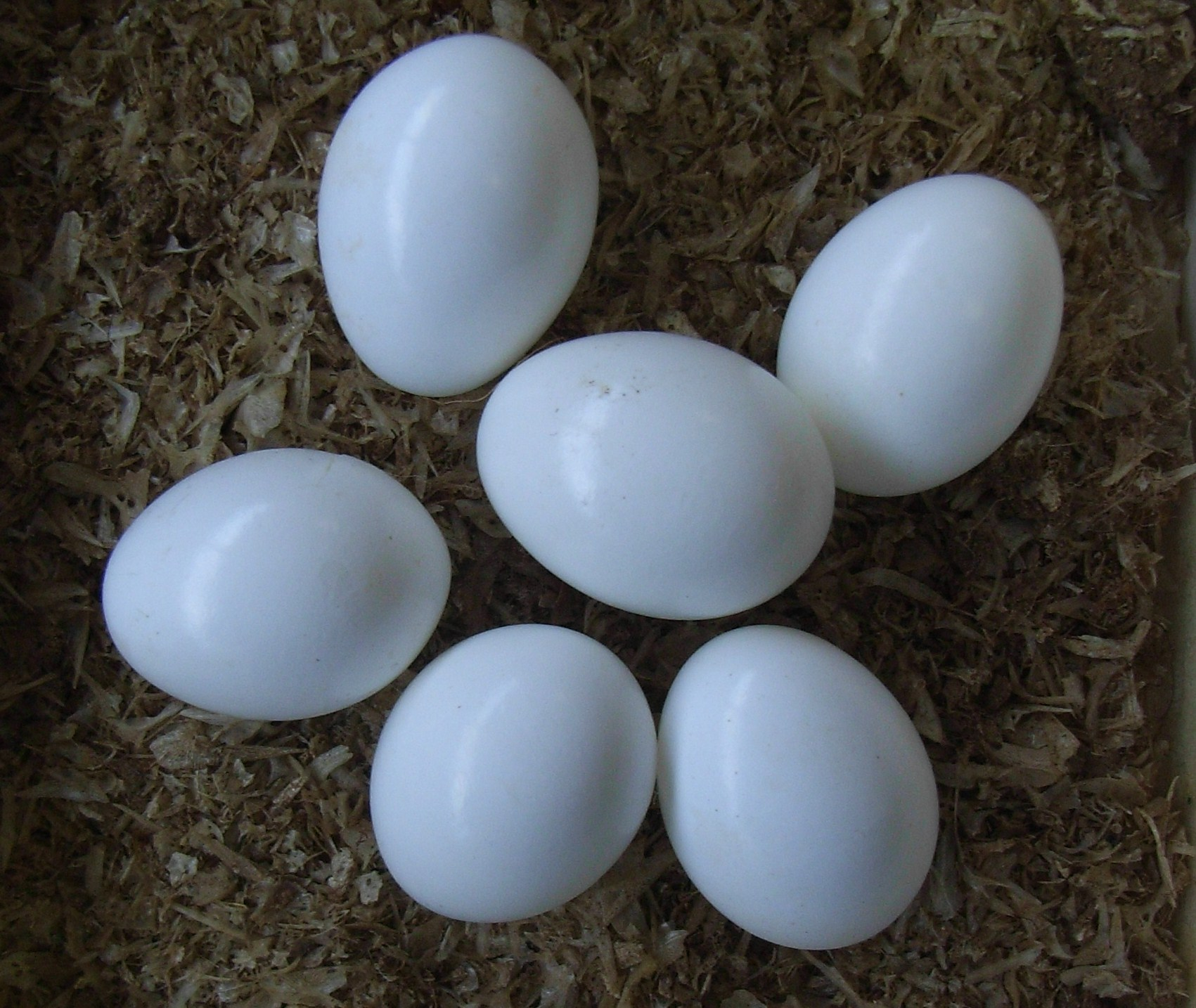
Uova di martin pescatore: notare l'abbondante bolo che funge da copertura del nido

All'interno di esso la femmina depone un numero di uova che va dalle 6 alle 7, di colore bianco, lucide, che misurano circa 2,2 cm di lunghezza, 1,9 cm di diametro e hanno un peso che si attesta attorno ai 4,5 g, dei quali il 5% è costituito dal guscio.

I genitori si avvicendano nella cova durante il giorno, mentre durante la notte è la sola femmina a svolgere questa mansione: durante la cova l'animale si posiziona di fronte al tunnel tenendo la testa rivolta verso di esso e cade in una specie di torpore, rigurgitando del bolo. In virtù delle condizioni di ipossia che vengono a crearsi nel nido, il martin pescatore ha sviluppato una particolare resistenza alla concentrazione di anidride carbonica, che nel nido raggiunge il 6%, contro lo 0,03% di quella comunemente presente nell'aria.
La schiusa avviene dopo circa tre settimane: generalmente, uno o più uova non schiudono, poiché il genitore non è in grado di coprire l'intera covata durante l'incubazione.

I piccoli vengono nutriti da ambedue i genitori, che si avvicendano nella ricerca del cibo (piccoli pesci che vengono dati interi ai piccoli, col genitore che li tiene per la coda per facilitarne l'ingestione da parte del nidiaceo): nel giro di 24-25 giorni i piccoli sono in grado di spiccare il volo e procurarsi il cibo da soli, ma spesso restano più a lungo assieme ai genitori.
Generalmente i martin pescatore portano a termine due covate l'anno, una prima in aprile e una seconda in luglio: in anni dal clima particolarmente mite, tuttavia, non è raro osservare una terza covata ai primi di ottobre.
Il martin pescatore è un uccello tendenzialmente piuttosto longevo, che può vivere fino a 21 anni: in generale, tuttavia, raramente questi uccelli in natura vivono più di 7 anni. Mancando predatori naturali, la maggior parte delle morti avviene per freddo o mancanza di cibo, oppure a causa di alluvioni. Le settimane immediatamente successive all'involo dei giovani sono le più critiche, in quanto meno di un quarto dei giovani sopravvive dopo la separazione dai genitori: non padroneggiando ancora perfettamente le tecniche di caccia, infatti, molti animali muoiono di fame o per annegamento.